# Antoculeora ornatissima
Antoculeora ornatissima (Syn.: Antoculeora minor) ist ein in Asien vorkommender Schmetterling (Nachtfalter) aus der Familie der Eulenfalter (Noctuidae).

## Merkmale

### Falter
Die Flügelspannweite der Falter beträgt 36 bis 40 Millimeter. Auf den Vorderflügeloberseiten sind rotbraune bis violett braune Färbungen vorherrschend. Das für viele Goldeulen-Arten (Plusiinae) in der Diskalregion  sichtbare typische Gamma-Zeichen ist bei Antoculeora ornatissima in zwei große, ovale, silberweiße Flecke aufgelöst. Einige weitere sehr kleine ebenfalls silberweiße Punkte und Linien heben sich in der Diskal- sowie der Basalregion ab. Die Wellenlinie ist stark gezackt. Die Hinterflügeloberseite ist zeichnungslos graubraun. Der Thorax ist pelzig behaart. Hinterkopf sowie Kragen sind mit auffälligen roten Haarbüscheln versehen.

### Ähnliche Arten
Zeichnungsmäßig ähneln die Falter von Antoculeora locuples und Antoculeora yoshimotoi denjenigen von Antoculeora ornatissima. Eine sichere Bestimmung ist mittels einer genitalmorphologischen Untersuchung oder einer DNA-Barcoding-Analyse möglich.

## Verbreitung
Antoculeora ornatissima kommt in Indien bis zur westlichen Himalayaregion sowie in Russland, Pakistan, China und Japan vor.

## Lebensweise
Die nachtaktiven Falter besuchen künstliche Lichtquellen. Details zur Lebensweise der Art müssen noch erforscht werden.